# 카르시야카 SK

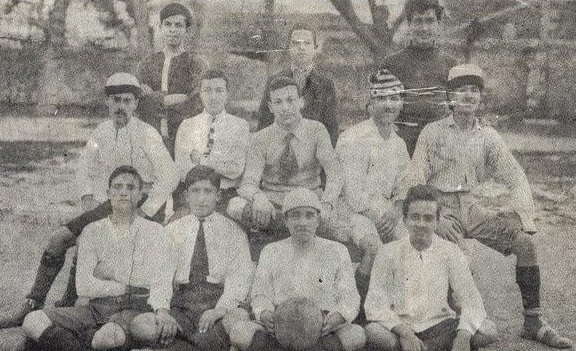

카르시야카 SK(Karşıyaka S.K.)는 튀르키예 이즈미르 주 이즈미르의 카르시야카를 연고지로 한 축구 클럽이다. 이즈미르의 또 다른 클럽 괴즈테페와 맹렬한 라이벌 관계에 있다.

## 선수 명단

### 현역
참고: FIFA 자격 규정에 따라 소속된 국가대표팀 국기를 표시합니다. 선수는 복수의 FIFA 비회원국 국적을 가지고 있을 수 있습니다.
| 번호 | 포지션 | 국적 | 이름      |
| ---- | ------ | ---- | --------- |
| 11   | MF     |      | 야신 오잔 |

| 번호 | 포지션 | 국적     | 이름                   |
| ---- | ------ | -------- | ---------------------- |
| 80   | FW     | 튀르키예 | 아뎀 뷔위크            |
| 99   | DF     | 튀르키예 | 첸크 아흐메트 알킬리츠 |

## 역대 감독
| 감독                | 임기        |
| ------------------- | ----------- |
| 토도르 베셀리노비치 | 1992 ~ 1993 |

틀:TFF 3. 리그